# 布奇諾岩
62°23′25″S 59°53′13″W / 62.39028°S 59.88694°W
布奇諾岩（Buchino Rocks），是南極洲的岩石，位於南設得蘭群島的格林尼治島北岸，處於斯托克島西北面1.5公里、羅密歐島東南面1.6公里和特瓦迪察岩西北面1.9公里，以保加利亞西部城鎮命名，現時由南極條約體系管理。